# Рафтопули
Рафтопули (Растопули) — український шляхетський рід грецького походження, дворяни Російської імперії.

## Історія роду
Нащадки роду переселилися на терени сучасної України з Греції при російській цариці Катерині II. У списках корабельних команд ескадри, що вирушала в Архіпелазький похід 1769 року, значилися Рафтопуло і Растопуло.
Представники роду Рафтопулів жили в м. Миколаєві, володіли великими земельними наділами та селами в Херсонській губернії, зокрема селом Афанасіївка, Єгорівка та іншими. Служили на Чорноморському флоті Російської імперії, плавали на різних судах по Чорному і Середземному морях. У морських списках значилися: Костянтин Опанасович, 1817 в вироблений в гардемарини, з 1819 — мічман, 1827 в переведений в Пензенський піхотний полк капітаном.
1831 року Олімпіада Рафтопуло, донька капітан-лейтенанта Афанасія Рафтопуло одружилась з Афанасієм Дмитровичем Гунаропуло та отримала в посаг 1625 десятин землі на Веревчиній Балці (35 верст від Херсону) з 50-ма кріпосними селянами.
У списках кавалерів ордену Святого Георгія IV класу значаться Рафтопуло Григорій Анастасович, капітан-лейтенант, № 8745, 26 листопада 1851 та
Рафтопуло Костянтин Опанасович, полковник, № 7429, 12 січня 1846.
1866 року гласними Херсонського повітового земського зібрання від землевласників були: капітан-лейтенант Рафтопуло Афанасій Єгорович та лейтенант Рафтопуло Николай Єгорович.
У судових записах Херсонського повіту від 1872 року значаться землевласники дворяни Микола та Олександр Костянтиновичі Рафтопуло.
У реєстрі шляхетських родів, внесених до «Нової родової книги Російського дворянського зібрання» від Херсонської губернії значаться: Рафтопуло Борис Михайлович та Рафтопуло Юрій Борисович.